# Pheles strigosus
Pheles strigosus is een vlindersoort uit de familie van de prachtvlinders (Riodinidae), onderfamilie Riodininae.
Pheles strigosus werd in 1876 beschreven door Staudingerl.